# Jonna Sundling

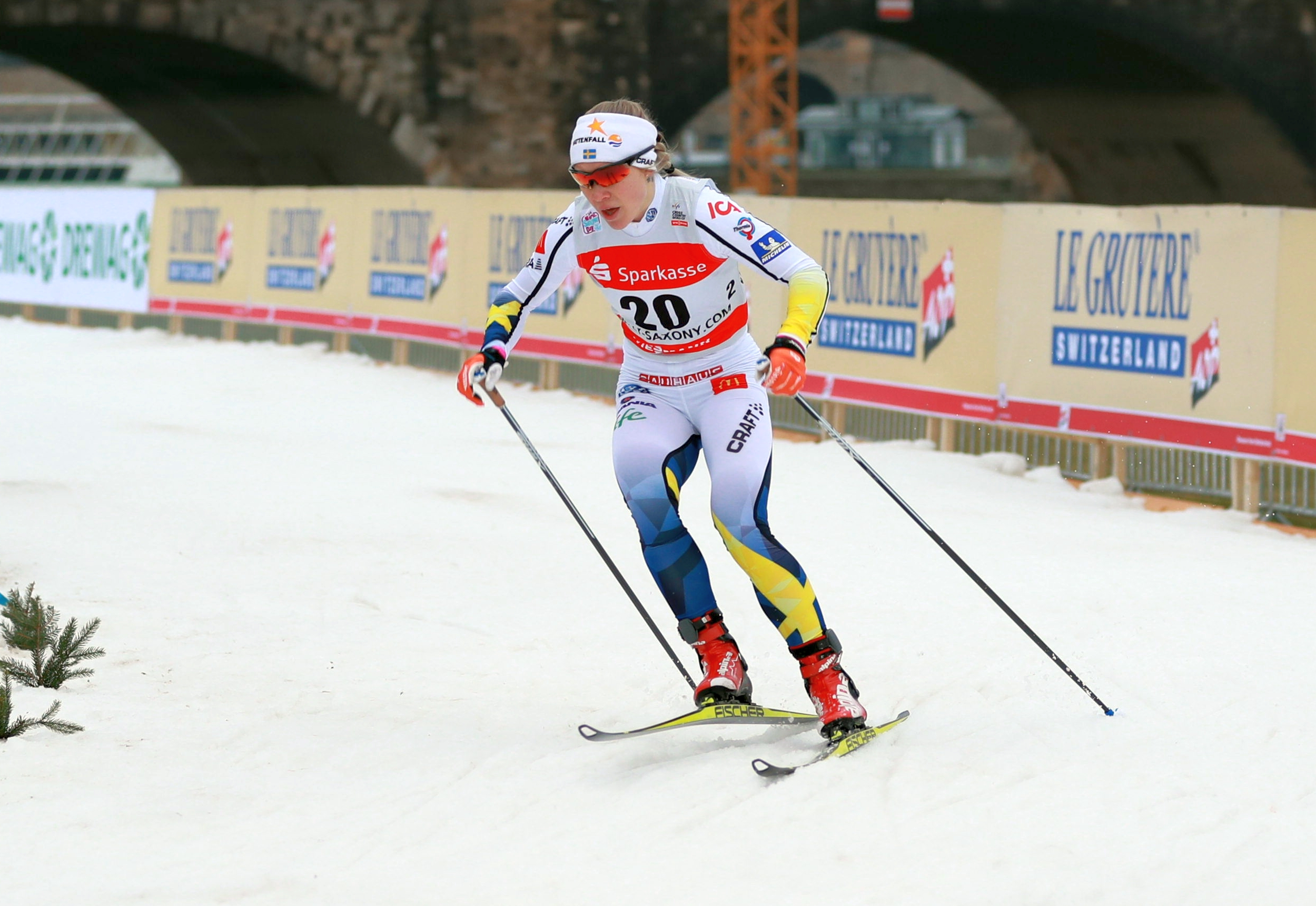
Jonna Sundling.World Cup Dresden 2019.

Jonna Sundling (Umeå, 28 december 1994) is een Zweedse langlaufster.

## Carrière
Sundling maakte haar wereldbekerdebuut in februari 2015 in Östersund. In maart 2015 scoorde de Zweedse dankzij een zevende plaats in Lahti haar eerste wereldbekerpunten. In maart 2018 stond ze in Falun voor de eerste maal in haar carrière op het podium van een wereldbekerwedstrijd. Op 30 november 2018 boekte Sundling in Lillehammer haar eerste wereldbekerzege. Op de wereldkampioenschappen langlaufen 2019 in Seefeld eindigde de Zweedse als vierde op de sprint. In Oberstdorf nam ze deel aan de wereldkampioenschappen langlaufen 2021. Op dit toernooi werd ze wereldkampioene op de sprint. Op de teamsprint veroverde ze samen met Maja Dahlqvist de wereldtitel, samen met Charlotte Kalla, Ebba Andersson en Frida Karlsson eindigde ze als zesde op de estafette.

## Resultaten

### Wereldkampioenschappen
| Jaar | Plaats     | Resultaten                                                                |
| ---- | ---------- | ------------------------------------------------------------------------- |
| 2019 | Seefeld    | 4e Sprint (vrije stijl)                                                   |
| 2021 | Oberstdorf | Sprint (klassieke stijl) · Teamsprint (vrije stijl) · 6e 4×5 km estafette |

### Wereldbeker
Eindklasseringen
| Seizoen   | Algm | DI  | SP     | TdS |
| --------- | ---- | --- | ------ | --- |
| 2014/2015 | 83e  | -   | 43e    | -   |
| 2015/2016 | 55e  | -   | 34e    | -   |
| 2016/2017 | 38e  | 56e | 25e    | -   |
| 2017/2018 | 34e  | 48e | 25e    | -   |
| 2018/2019 | 17e  | 30e | 9e     | -   |
| 2019/2020 | 11e  | 24e | Zilver | 14e |
| 2020/2021 | 18e  | 31e | 7e     | 25e |

Wereldbekerzeges
| Nr. | Datum            | Plaats      | Onderdeel            |
| --- | ---------------- | ----------- | -------------------- |
| 1.  | 30 november 2018 | Lillehammer | Sprint (vrije stijl) |
| 2.  | 21 december 2019 | Planica     | Sprint (vrije stijl) |
| 3.  | 4 maart 2020     | Drammen     | Sprint (vrije stijl) |
| 4.  | 21 januari 2023  | Livigno     | Sprint (vrije stijl) |